# 170. østlige længdekreds
Den 170. østlige længdekreds (eller 170 grader østlig længde) er en længdekreds, der ligger 170 grader øst for nulmeridianen. Den løber gennem Ishavet, Asien, Stillehavet, det Sydlige Ishav og Antarktis.